# Perrysville (Indiana)
Perrysville è un comune degli Stati Uniti d'America, situato nello Stato dell'Indiana, nella contea di Vermillion.
Prima dello sviluppo del sistema ferroviario fu un importante centro di commercio per la contea.

## Storia
Perrysville nacque nel 1826 per mano di James Blair, posta su un'altura nei pressi del fiume Wabash, e così battezzata in onore del commodoro O. H. Perry sotto il cui comanda Blair aveva combattuto sul Lago Erie durante la guerra del 1812.
Per un lungo periodo di tempo fu la città più popolata della contea e ebbe il ruolo di centro di interscambio di merci per una grande fetta del paese assumendo una forte rilevanza commerciale, tale da farla essere più importante di Danville (Illinois), primato che conservò fino alla costruzione del nuovo sistema ferroviario che ne decretò la morte e il quasi completo abbandono.
Negli anni di prosperità la città ebbe un magazzino e un mulino, di proprietà di J. F. Smith, T. H. Smith; J. N. Jones e Robert D. Moffatt misero in funzione un altro mulino che venne distrutto in un incendio il 31 marzo 1884, evento che causò danni anche due edifici in mattoni di proprietà dei fratelli Smith e la locale loggia massonica.
In città era operativo anche una mulino per la lana, costruito nel dopoguerra da Riggs, Head & Co., che utilizzarono i macchinari recuperati da una simile attività precedentemente in funzione a Covington (Indiana), successivamente l'azienda venne riconvertita in mulino per cereali da B. O. Carpenter.
Ulteriori attività furono la fabbrica di caldaie H. S. Comingore & Son's e la Perrysville Creamery, un caseificio gestito da E. A. Lucey e J. F. Compton.
Nel 1862 venne costruito l'edificio in mattoni destinato ad ospitare la scuola che, all'epoca, aveva 7 insegnanti e circa 170 alunni.
Perrysville assunse la municipalità il 15 gennaio 1881 in occasione delle prime elezioni del consiglio cittadino che vide trionfare Mr. Shaner, nel 1884 con un referendum la popolazione si espresse in maniera contraria al mantenimento della municipalità.

## Società

### Evoluzione demografica
Abitanti censiti

### Etnie e minoranze straniere
Nel 2019 la popolazione era composta per il 96,4 da individui bianchi; il resto era suddiviso fra ispanici, nativi e meticci.

## Economia
Stando ai dati del 2019 la città aveva un tasso di disoccupazione del 5%, in linea con la media dell'area; la maggior parte dei lavoratori era impiegata nel settore medico (7,3%) e del terziario (6,1%), a ruota seguivano il settore metalmeccanico, il commercio e le costruzioni.